# Martha Hyer
Martha Hyer (Fort Worth, Texas, 10 de agosto de 1924 - Santa Fe, Nuevo México, 31 de mayo de 2014) fue una actriz estadounidense.
Fue educada en la fe metodista, donde su padre era un respetado pastor.
Se casó dos veces, primero con el productor C. Ray Stahl y luego con el también productor Hal B. Wallis. Tras su segundo matrimonio se convirtió al judaísmo, religión de su esposo.. No tuvieron hijos.

## Carrera
Realizó su primer papel a los 11 años en la película Thunder Mountain. Después de completar sus estudios realizó su siguiente actuación en La huella de un recuerdo en 1946. Entre sus películas destacan Sabrina (1954), Cintia (1958), Como un torrente (1958), La gran sorpresa (1964), Los cuatro hijos de Katie Elder (1965). También protagonizó Bikini Beach (1964), una de las típicas películas playeras de los 60 con Frankie Avalon y Annette Funicello.
En 1958 fue nominada al Óscar a la mejor actriz secundaria por su papel en Como un torrente. Hizo su última aparición en la película Day of the Wolves en 1973.
En 1966 se casó con el productor Hal B. Wallis, permaneciendo con él hasta su muerte en 1986. En 1990 publicó su autobiografía Finding My Way: A Hollywood Memoir.

## Filmografía
| Año  | Película                       | Personaje             | Director                           | Título en España                |
| ---- | ------------------------------ | --------------------- | ---------------------------------- | ------------------------------- |
| 1946 | The Locket                     | sin acreditar         | John Brahm                         | La huella de un recuerdo        |
| 1947 | Thunder Mountain               | Ellie Jorth           | Lew Landers                        |                                 |
| 1953 | Abbott and Costello Go to Mars | Janie                 | Charles Lamont                     |                                 |
| 1953 | So Big                         | Paula Hempel          | Robert Wise                        | Trigo y esmeralda               |
| 1954 | The Scarlet Spear              | Christine             | George P. Breakston y C. Ray Stahl | Lanza escarlata                 |
| 1954 | Sabrina                        | Elizabeth Tyson       | Billy Wilder                       | Sabrina                         |
| 1956 | Red Sundown                    | Caroline              | Jack Arnold                        | Muerte al atardecer             |
| 1957 | Battle Hymn                    | Mary Hess             | Douglas Sirk                       | Himno de batalla                |
| 1957 | Mister Cory                    | Abby Vollard          | Blake Edwards                      | El temible Mr. Cory             |
| 1957 | The Delicate Delinquent        | Martha Henshaw        | Don McGuire                        | Delicado delincuente            |
| 1957 | My Man Godfrey                 | Cordelia Bullock      | Henry Koster                       | Un mayordomo aristócrata        |
| 1958 | Paris Holiday                  | Ann McCall            | Gerd Oswald                        | El embrujo de París             |
| 1958 | Houseboat                      | Carolyn Gibson        | Melville Shavelson                 | Cintia                          |
| 1958 | Some Came Running              | Gwen French           | Vincente Minnelli                  | Como un torrente                |
| 1959 | The Big Fisherman              | Herodías              | Frank Borzage                      | El gran pescador                |
| 1959 | The Best of Everything         | Barbara Lamont        | Jean Negulesco                     | Mujeres frente al amor          |
| 1960 | Ice Palace                     | Dorothy Wendt Kennedy | Vincent Sherman                    | Imperio de titanes              |
| 1960 | Desire in the Dust             | Melinda Marquand      | William F. Claxton                 | La furia y el deseo             |
| 1962 | A Girl Named Tamiko            | Fay Wilson            | John Sturges                       | Una muchacha llamada Tamiko     |
| 1963 | The Man from the Diners' Club  | Lucy                  | Frank Tashlin                      | Solo contra el hampa            |
| 1963 | Wives and Lovers               | Lucinda Ford          | John Rich                          | Ellas y las otras               |
| 1964 | The Carpetbaggers              | Jennie Denton         | Edward Dmytryk                     | Los insaciables                 |
| 1964 | Bikini Beach                   | Vivian Clements       | William Asher                      |                                 |
| 1964 | Blood on the Arrow             | Nancy Mailer          | Sidney Salkow                      | Flechas sangrientas             |
| 1964 | First Men in the Moon          | Kate Callender        | Nathan Juran                       | La gran sorpresa                |
| 1965 | The Sons of Katie Elder        | Mary Gordon           | Henry Hathaway                     | Los cuatro hijos de Katie Elder |
| 1966 | The Chase                      | Mary Fuller           | Arthur Penn                        | La jauría humana                |
| 1966 | The Night of the Grizzly       | Angela Cole           | Joseph Pevney                      | Tierra de alimañas              |
| 1966 | Picture Mommy Dead             | Francene Shelley      | Bert I. Gordon                     | La muñeca de trapo              |
| 1967 | Lo scatenato                   | Luisa Chiaramonte     | Franco Indovina                    | El bello Giorgio                |
| 1967 | The Happening                  | Mónica                | Elliot Silverstein                 | El suceso                       |
| 1967 | House of 1,000 Dolls           | Rebecca               | Jeremy Summers                     | La casa de las mil muñecas      |
| 1967 | La mujer de otro               | Ana María             | Rafael Gil                         |                                 |
| 1969 | Once You Kiss a Stranger...    | Lee                   | Robert Sparr                       | No beses a un extraño           |
| 1973 | Day of the Wolves              | Mrs. Maggie Anderson  | Ferde Grofé Jr.                    |                                 |

## Premios y reconocimientos
Premios Óscar
| Año  | Categoría                          | Película         | Resultado |
| ---- | ---------------------------------- | ---------------- | --------- |
| 1959 | Óscar a la mejor actriz de reparto | Como un torrente | Nominada  |